# Discours de la Lanterne aux Parisiens
Le Discours de la Lanterne aux Parisiens est une brochure rédigée par Camille Desmoulins et publiée le 15 septembre 1789,.
La France libre et ses autres pamphlets firent connaître Camille Desmoulins à l'élite politique, qui le reconnut comme un des siens. Mais il désirait plus encore : écrire une brochure qui lui amènerait le succès auprès du peuple.
Ce pamphlet compte parmi les premiers écrits par Desmoulins. Jusque là, il était un journaliste inconnu : le Discours de la Lanterne aux Parisiens contribue à le rendre célèbre,.

## Origine du titre de cette brochure
La « lanterne » du titre de la brochure fait allusion à une branche de fer dont la lanterne qu'elle soutenait avait disparu, qui était située au-dessus d'une boutique d'épicier à l'angle de la rue de Grève et de la rue de la Vannerie, place de Grève, face à l'hôtel de ville de Paris. Ce fut à cet endroit que, le 22 juillet 1789, les émeutiers amenèrent pour le pendre le contrôleur général des finances Joseph François Foullon, nommé à la place de Necker, ainsi que son gendre, Louis Bénigne François Berthier de Sauvigny. Ce furent les premières exécutions « à la lanterne ».

## Contenu de la brochure
Daté de l'An premier de la Liberté, ce pamphlet analyse et justifie les événements de l'été 1789, notamment les lynchages politiques pratiqués par les Parisiens contre les aristocrates.
« La Lanterne aux Parisiens.
Braves Parisiens,
Quels remerciements ne vous dois-je pas ? Vous m'avez rendue à jamais célèbre & bénie entre toutes les lanternes. Qu'est-ce que la lanterne de Sosie ou la lanterne de Diogène en comparaison de moi ? Il cherchait un homme, & moi, j'en ai trouvé 200 mille. »
— Camille Desmoulins, incipit du Discours de la Lanterne aux Parisiens, 15 septembre 1789.
Attestant la psychose contre-révolutionnaire, il préconise la pendaison à la lanterne par le peuple, s’intitulant lui-même « Procureur Général ».
« En juillet 1789, le sentiment populaire est que le pouvoir politique doit voir clair, être vigilant, démasquer les traîtres et les punir. Desmoulins a su lui donner avec la lanterne un symbole qui correspond bien au rôle nouveau que doit assumer la nation à l’aube de la Révolution. »
— Luce-Marie Albigès, « À la lanterne ! », L'Histoire par l'image, mai 2005.